# Битва под Хелмом
Битва под Хелмом (польск. Bitwa pod Chełmem) произошла 28 мая (8 июня) 1794 года между русскими войсками под командованием генерал-поручика В. Х. Дерфельдена и польским корпусом генерал-майора Юзефа Зайончека.

## Ход событий
Восьмитысячный корпус под командованием генерал-майора Юзефа Зайончека был отправлен Костюшко к реке Западный Буг с задачей защитить Люблинское воеводство и не допустить перехода через реку русских войск корпуса генерал-поручика И. А. Загряжского. После нескольких стычек Зайончек отступил к Хелму. Вслед за ним русский корпус, которым стал командовать прибывший Дерфельден, двинулся в наступление двумя колоннами. Впереди шёл авангард под командой генерал-майора графа Валериана Зубова (4 батальона, 6 эскадронов, полк донских казаков, 4 орудия полевой артиллерии).
28 мая (8 июня) под Хелмом произошло сражение между русским и польским войсками. Под командованием генерал-поручика В. Х. Дерфельдена находилось около 16,5 тыс. солдат при 24 орудиях. Генерал-майор Зайончек имел под своим началом 6 тысяч регулярного войска, более 2 тысяч косиньеров и 14 орудий.
Сражение началось примерно в 10 часов утра. Русскими был атакован правый фланг поляков, бывший под командованием генерал-майора Михала Ведельштедта и генерал-майора Филипа Хаумана. Полк Дзялынских храбро принял удар. Посполитое рушение, пикинёры и косиньеры, прикрывавшие редут и попавшие под обстрел русской артиллерии, в панике разбежались. «Стоящим на правом фланге легкоконным двум полкам велено было атаковать народовую кавалерию, прикрывавшую бежавших косинеров. Положение места было болотистое, к нам клином сузившееся, а к неприятелям шире; за сим болотом был ложемент, в котором помещен был неприятельский батальон. Лишь только полки наши пошли в атаку, как болото заставило их тесниться к флангам, почему и расстроились; из ложемента открыт был по них ружейный огонь; народовая кавалерия ударила на оба фланга и обратила наших в бегство; Дерфельден велел сделать несколько выстрелов ядрами по неприятелям и своим, что заставило наших остановиться, а неприятелей ретироваться».
От артиллерийского обстрела погиб главный командир польской артиллерии Михал Хоментовский. Начальник штаба Зайончека Кароль Князевич мастерски организовал отступление польских войск, предотвратив полное уничтожение корпуса.
В битве под Хелмом регулярные польские войска потеряли 203 человека убитых и 57 человек раненых, 350 человек пропало без вести, а посполитое рушение — 1000 человек убитых и пропавших без вести. Русские потеряли 26 человек убитых, 186 человек раненых и 8 пропавших без вести.